# ランパス
ランパス（古代ギリシャ語: Λαμπάς、Lampás、ラムパス）は、ギリシア神話に登場する冥界のニュンペー（ニンフ）である。ランパスは、古代ギリシア語の普通名詞としては、「松明・薪の束」等を意味する。
ランパスは単数形で、複数形はランパデス（Λαμπάδες、Lampádes、ラムパデス）。
冥界の女神ヘカテーとともに松明を掲げて照らす者達であるといわれている。
また、アケローン川のニンフで、アケローン河神との間にアスカラポスを産んだオルプネーも冥界のニュンペーである。